# Ubajara
Ubajara é um município da microrregião da Ibiapaba, na Mesorregião do Noroeste Cearense, no estado do Ceará, no Brasil. Sua população em 2010 era de 31 792 habitantes.

## Toponímia
Ubajara é topônimo de origem tupi antiga cuja origem está relacionada com a gruta de mesmo nome. Dentre as suas diversas traduções para a língua portuguesa, a que prevalece é "Dono de Canoas", de Ubá = canoa e îara = senhor. O nome teria surgido da lenda de um cacique que teria esse nome e que, vindo do litoral, teria habitado a gruta por muitos anos. Inclusive, na bandeira do município, consta a imagem de um cacique remando em uma canoa. Outra tradução citada na Revista Comemorativa do Cinquentenário da Cidade de Ubajara, publicada em 31 de dezembro de 1965, página 8, é "Canoa da mãe – d'água", de Ubá = canoa e Yara = mãe d'água.

## História

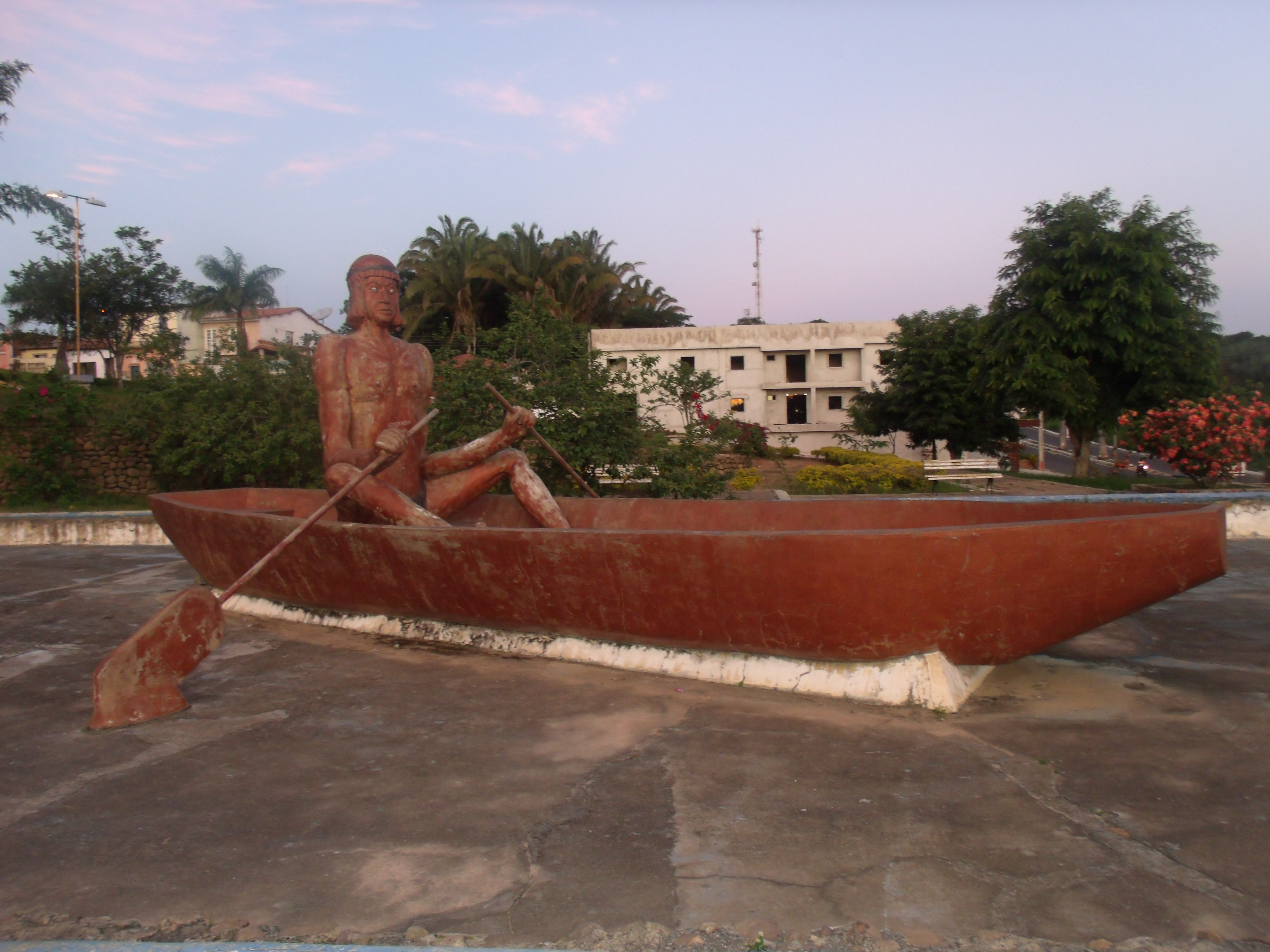
Monumento à historicidade indígena na praça do Terminal Rodoviário de Ubajara, e que está de acordo com a etimologia do nome do município, "senhor das canoas", nome de cacique.

O território de Ubajara era habitado primitivamente pelos indígenas tabajaras. A primeira penetração portuguesa foi feita por volta de 1604, por Pero Coelho de Souza, que veio em uma expedição para expulsar os franceses que escondiam-se entre os indígenas da Serra da Ibiapaba.
Entre os anos 1840 e 1860, outras famílias se estabeleceram no território, atraídas pela fertilidade da terra. Quando a grande seca as atingiu, deslocaram-se para o lado sul de uma lagoa, denominada Lagoa de Jacaré, ali organizando um arruado que se chamou Jacaré, primitivo nome do Município. Em 1884, a povoação foi totalmente destruída violentamente por um incêndio. Os habitantes construíram novamente suas moradias e mantiveram a mesma designação de Jacaré.
Em 1890, por ato de Luís Antônio Ferraz, governador do Ceará, foi elevado à categoria de distrito da paz da Jurisdição de Ibiapina.
No dia 24 de Agosto de 1915, foi editada a Lei n° 1279, que elevou o Distrito da paz à categoria do Município com a denominação de Ubajara, por influência da gruta existente na encosta da Serra, a cerca de 5 km da sede.

## Geografia

### Clima
Varia de tropical quente semiárido brando na porção oeste a tropical quente subúmido no centro e tropical quente úmido na região mais elevada, onde está situada a sede municipal e que possui período chuvoso de janeiro a maio.

### Vegetação
Caatinga e Mata Atlântica.

### Hidrografia e recursos hídricos
O principal reservatório é o Açude Jaburu I.

## Turismo

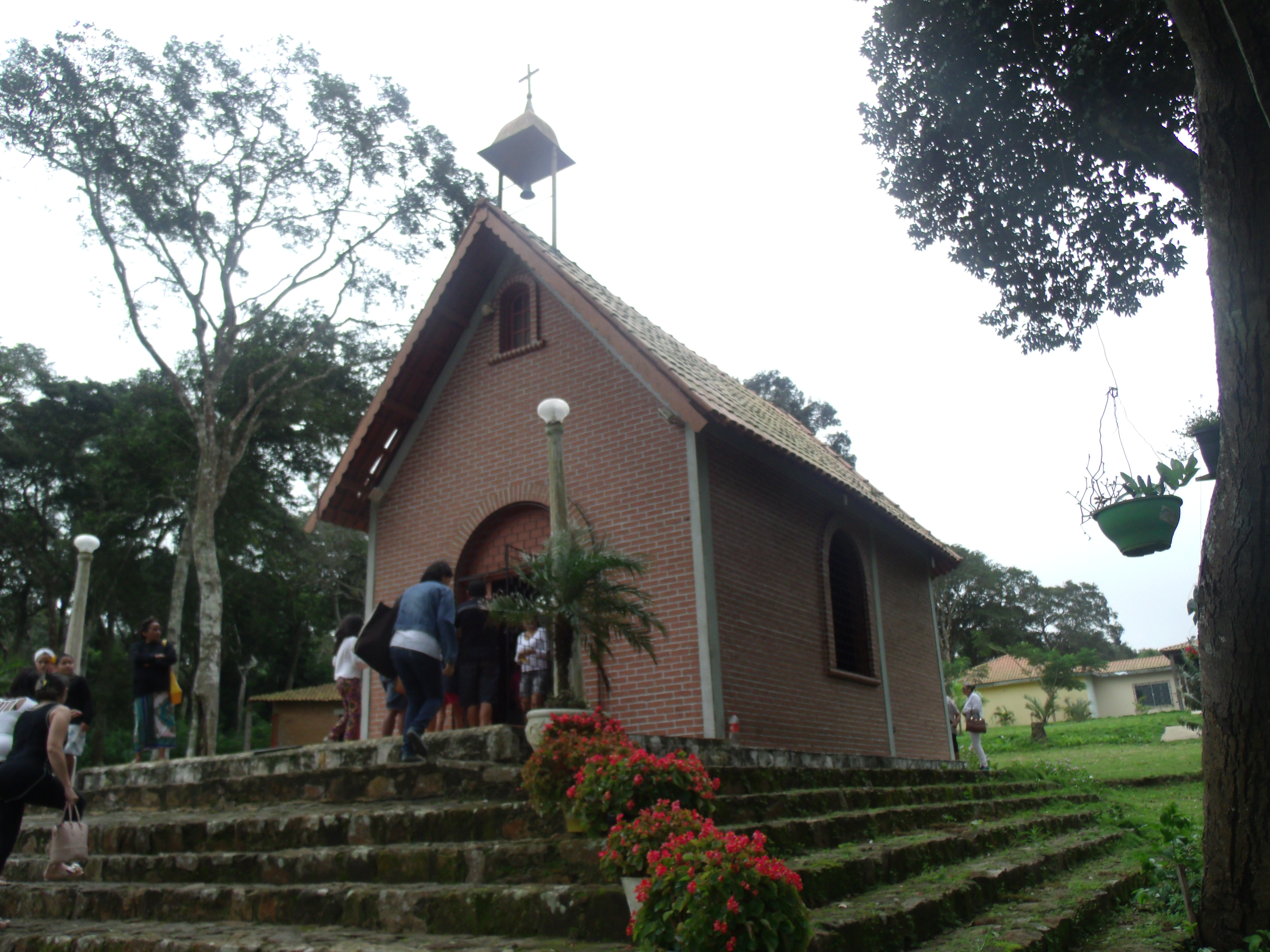
Santuário Mãe Rainha, um dos atrativos turísticos da região.

É muito procurada por turistas por conta do Parque Nacional de Ubajara, um dos mais charmosos parques nacionais do Brasil, onde se encontra a Gruta de Ubajara, acessível por meio de teleférico.
Gruta de Ubajara: Localizada no Distrito de Araticum, a 3 km da sede, localizada no Parque Nacional de Ubajara. Trajeto feito por trilha natural margeando um riacho ou por teleférico durante 2 a 3 minutos, oferecendo ampla visão do parque.
Apesar do potencial natural e geográfico para o turismo, esta atividade vem perdendo força nos últimos meses devido à falta de políticas públicas adequadas para a atividade. A cidade foi considerada, por muitos anos, a "joia da coroa" da região ibiapabana.
Todos os anos, ocorre a FEPAI, feira de produtos agrícolas da serra da Ibiapaba, além da exposição de animais e o Festival de Floração do Maracujá.

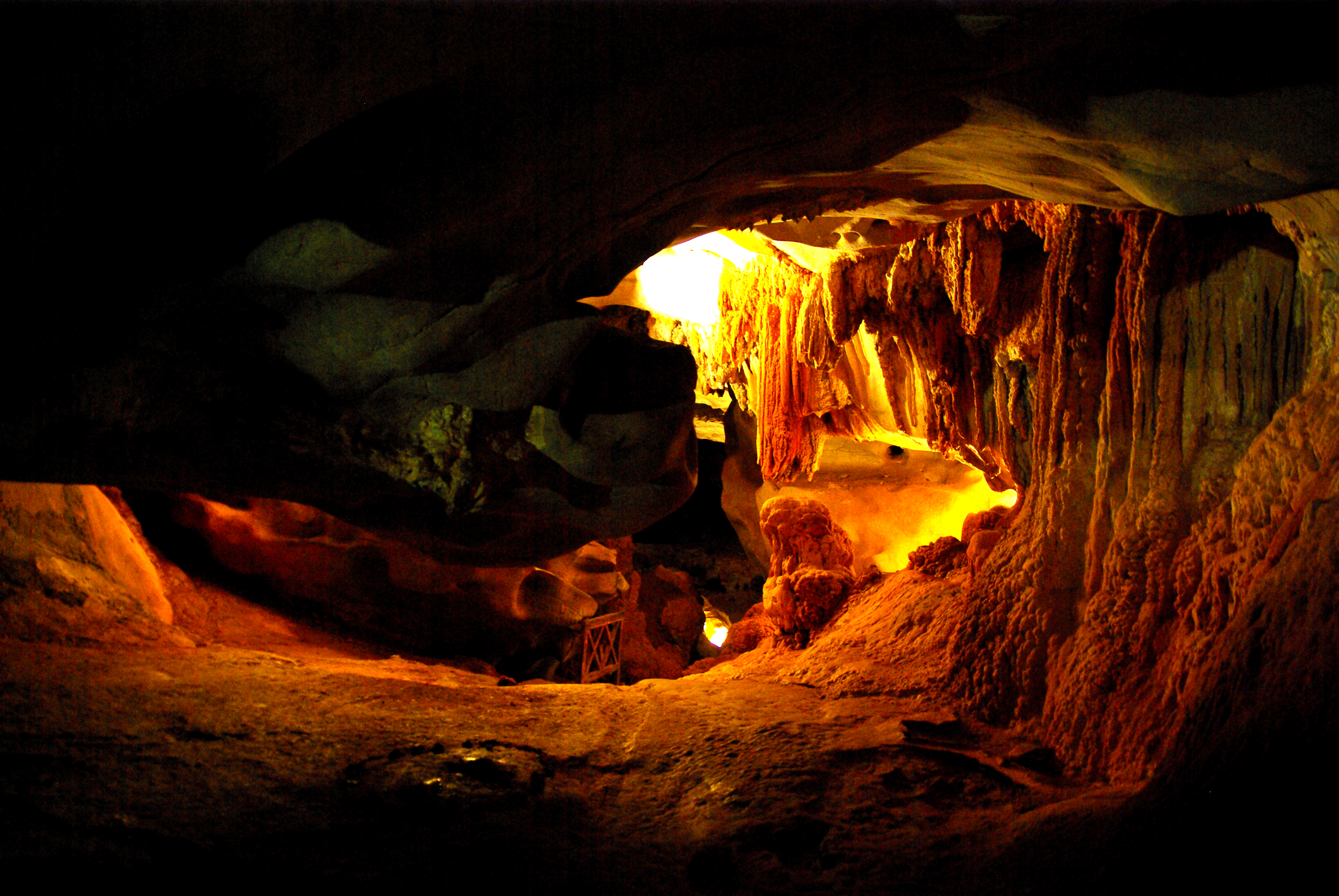
Gruta de Ubajara

## Divisões administrativas
O município de Ubajara está subdividido em quatro unidades, sendo a sede e mais três distritos: Araticum, Jaburuna e Nova Veneza.